# 서울도곡초등학교
서울도곡초등학교는 대한민국 서울특별시 강남구 대치동에 있는 공립 초등학교이다.

## 학교 연혁
- 1974년 9월 1일 설립인가, 초대 오승환 교장 부임
- 1975년 3월 12일 서울대치국민학교 개교(588명)
- 1976년 2월 5일 제1회 졸업식(163명)
- 1975년 3월 28일 서울도곡국민학교로 교명 변경
- 1979년 3월 1일 학동국민학교로 학생 분리(192명)
- 1979년 9월 1일 역삼국민학교로 학생 분리
- 1979년 11월 17일 대도국민학교로 학생 분리
- 1981년 7월 22일 도성국민학교로 학생 분리(1,123명)
- 1983년 2월 28일 개포국민학교로 학생 분리
- 1985년 2월 18일 대현국민학교로 학생 분리(258명)
- 1996년 3월 1일 서울도곡초등학교로 개칭
- 2008년 3월 1일 제11대 서효순 교장 부임
- 2008년 3월 20일 영어체험센터 개관
- 2008년 10월 6일 학교시설 복합화 사업 유치 및 설명회 개최
- 2009년 3월 1일 36학급 편성(남 515명, 여 252명, 계 1,040명)
- 2009년 9월 22일 과학실험실 현대화 공사
- 2009년 9월 23일 본관 별관 연결 공사
- 2010년 2월 11일 제35회 졸업식(남 124명, 여 121명, 계 245명)
- 2014년 1월 1일 도곡초등학교 내 구립어린이집, 구립주차장 시설운영
- 2014년 3월 1일 복합화 시설 완공 및 운영 (수영장, 헬스장, 체육관)
- 2014년 3월 1일 병설유치원 개원 (7개 교실, 3개반)
- 2014년 6월 11일 도곡초 꿈누리관 개관식
- 2015년 9월 18일 쪽문 보행자용 출입문 설치
- 2015년 11월 6일 도곡 꿈누리 예술제 실시
- 2016년 3월 1일 제13대 윤미희 교장 부임
- 2017년 2월 17일 제42회 졸업식 (남 115명, 여 56명 총 191명)
- 2018년 11월 5일 학교 보수공사 완료 (별관 침수공사 등)
- 2018년 11월 5일 ~ 2018년 11월 8일 도곡 방과후 예술제 실시
- 2025년 3월 12일 개교 50주년

## 참고 자료
- 서울도곡초등학교 - 한국교육학술정보원 학교알리미

## 인접한 역
- ● 수도권 전철 수인·분당선 한티역